# Asterina (гриб)
Asterina — рід грибів родини Asterinaceae. Назва вперше опублікована 1845 року.

## Опис
Види Asterina зазвичай трапляються на поверхні листя, і їхні колонії вияглядають як невиразні брудні плями, що містять поверхневий міцелій з бічним гіфоподієм та мають орбікулярний та астоматозний тиріотецій. Гіфоподії виробляють внутрішньоклітинні, цибулинні гаусторії зі своєї нижньої поверхні. Тиріотеції — це щитоподібні структури, що складаються з рядів клітин, що видходять від центральної остіоли. Аски круглі або яйцеподібні, 4-8-спорові та бітунічні. Аскоспори еліпсоїдальні, двоколірні з глибоко звуженими перегородками та коричневим кольором, проростають, утворюючи 1-2 апресорії з однієї або обох клітин.

## Види
База даних Species Fungorum станом на 25.10.2019 налічує 715 видів роду Asterina (докладніше див. Список видів роду Asterina).